# Premio Fénéon
El premio Fénéon es un premio anual literario y artístico creado en 1949 en París, Francia, con el fin de ayudar a proseguir la formación de jóvenes artistas. Recompensa todos los años a un escritor, pintor o escultor, no mayor de 35 años, que tenga una situación económica modesta o precaria para impulsarlo a continuar sus estudios o su quehacer literario o artístico. 
El premio que ascendió a 2000 euros en 2015 es fondeado a partir de un capital invertido y legado a la  Universidad de París para su administración, por la viuda  (Fanny Fénéon) del crítico de arte y coleccionador Félix Fénéon, que usa los recursos producto de la venta de los cuadros de este coleccionador y benefactor de las artes.

## Organización
En 2013, el jurado del premio Fénéon fue presidido por François Weil, rector entonces de la academia, canciller de las universidades de París, estuvo compuesto de : Olivier Céna, Edmonde Charles-Roux, Philippe Aporreada, Pascal Commère, Paul Fournel, Guy Goffette, Francine de Martinoir, Claire Paulhan, Gilles Quinsat, Georges Raillard, François Rouan, Raphaël Sorin, Gérard Titus-Carmel y Dominique Viart así como Guillaume Louet y Anne-Charlotte Yver (que fueron laureados del propio premio Fénéon.
Las ceremonias de entrega de los premios tienen lugar en la Sorbona y están presididas por el rector de la academia de París y canciller de las universidades de París, en su calidad de presidente del jurado Fénéon.

## Lista de premiados

### Premio de literatura
- 1949 : Michel Cournot,  por Martinica
- 1950 : Alfred Kern, por El jardín perdido; Celou Arasco, por La Cota de las malfaisants, Lucienne Desnoues para Poemas, Marcel Bisiaux para Los Nada contados & Michel Manoll para Gotas de sombra
- 1951 : Claude Roy para El Poeta menor, Béatrix Beck para Una muerte irregular, Micheline Peyrebonne para Su sucia pitié, Jacques Brenner para Las Desgracias imaginarias, Georgette Henry-Minazzoli para Permitida estancia, Hélène Parmelin para La Subida al muro, y Francis Ponge para El Partido-premio de las cosas
- 1952 : Michel Vinaver para El Objecteur, Guy Verdot para El Camino de nule parte, Jacques Cervione para La Mujer del doctor, Georges Arnaud para El Salario del miedo, Simone Moreno para Poemas, Paul Hordequin para El Tiempo de las guindas, François Nourissier para El agua gris, y Youri Komirovsky para Al nombre del padre
- 1953 : Mohamed Dib para La gran Casa, Francis Jeanson para Montaigne pintado por le-mismo &  Claude y Raymond Lévy, para Una historia verdadera.
- 1954 : Jean-Luc Déjean para Los Ladrones de pobres, Albert Memmi para La Estatua de sal, Alain Robbe-Grillet para Las Gomas, y Colette Thomas para El testamento de la hija muerta
- 1955 : Jean David para Los Pasas del silencio, Marcel Allemann para Los prouesses extraordinarios del Grande Zapata, Robert Droguet para Féminaire & Pierre Oster para El campo de mayo
- 1956 : Dominique Vazeilles para La Carretera hacia la mar, François Clément para Los Hilos désobéissant & Georges Conchon para Los Honores de la guerra
- 1957 : Michel Butor para El Trabajo del tiempo, Michel Breitman para El Hombre a los mouettes, Jacques Bens para Canción vivida & Laurent La Praye para La trompette des anges
- 1958 : Jean-François Revel para Porqué los filósofos ?, Philippe Sollers para El Reto & Jacques Cousseau para El Perro gris
- 1959 : Armand Gatti para El Pescado negro, Jean Forton para La Cendre a los ojos, Robert Vigneau para Planches de anatomie & Jean Fanchette para Archipiélagos
- 1960 : Dominique Daguet para Sol y Luna, Suzanne Martin para Calle de las vivants & Yves Velan para Yo
- 1961 : Jean Thibaudeau para Ceremonia real, Jean Laugier para Las Bogues & Michel Deguy para Fragmentos del catastro
- 1962 : Jacques Serguine para Los Santos Inocentes, Navidades Quatrepoint para Periódico de un ser humano y, Stephen Jourdain para Esta vida me ama
- 1963 : Jean Gilbert para La Niña y el harnais, Marcelin Pleynet para Provisionales amantes de los negros & Jean-Pierre Steinbach dijo Jean-Philippe Salabreuil para Poemas de mi cosecha
- 1964 : Jeanine Segelle para El Pivert se vuela & Claude Durand para La Otra vida
- 1965 : Denis Roca para Las Ideas centésimales de Miss Elanize, Pierre Feuga para Padece en bosques de rosas & Nicolás Genka para Jeanne: el pudor
- 1966 : Claude Fessaguet para El Beneficio de la duda & Jean Ricardou para El apresamiento de Constantinopla
- 1967 : Didier Martin para La Decadencia de los días & Yves Vequaud para El pequeño libro tragado
- 1968 : Jacques Roubaud para E, Guy Croussy para Aquellos de Djebel
- 1969 : Patrick Modiano para El lugar de la Estrella
- 1970 : Angelo Rinaldi para La portería del gobernador
- 1971 : Jean Ristat para Por aquello de estado literario
- 1972 : Claude Faraggi para El signo de la bestia
- 1973 : Jean-Marc Roberts para Sábado, domingo y fiestas
- 1974 : Paol Keineg para Lugares comunes
- 1975 : Henri Raczymow para El embargo
- 1976 : Michel Falempin para El escrito hecho masa
- 1977 : Denis Duparc (seudónimo de Renaud Camus) para Intercambio
- 1978 : Mathieu Bénézet para La Imitación de Mathieu Bénézet
- 1979 : Marc Guyon para El principio de soledad
- 1980 : Jean Echenoz para El Méridien de Greenwich
- 1981 : Jean-Marie Laclavetine para Los enmurados
- 1982 : Jean-Louis Abuchea para El gato en todos sus estados
- 1983 : Bertrand Cara para Al país del enano
- 1984 : Gilles Carpentier para Los manuscritos de la marmota
- 1985 : Hervé Guibert para De las ciegas
- 1986 : Gilles Quinsat para El eclipse
- 1987 : Laurence Guillon para El zar Herodes
- 1988 : Claude Arnaud para Chamfort & Benoît Conort para Para una isla a venir
- 1989 : Éric Holder para Duo fuerte
- 1990 : Patrick Cahuzac para Palabra de mona
- 1991 : Agnès Minazzoli para La primera Sombra
- 1992 : Thierry Laget para Iris
- 1993 : Éric Chevillard para La nebulosa del cangrejo
- 1994 : Anne Grospiron para L'Empyrée
- 1995 : Éric Laurrent para Coup de foudre
- 1996 : Béatrice Leca para Técnica del mármol
- 1997 : Linda Lê para Los tres parques
- 1998 : Arnaud Oseredczuk para 59 preludios a la evidencia
- 1999 : — no otorgado —
- 2000 : Laurent Mauvignier para Lejos de ellos
- 2001 : Bessora para Las manchas de tinta
- 2002 : Tanguy Viel para La absoluta perfección del crimen
- 2003 : Clémence Boulouque para Muerte de un silencio
- 2004 : Olga Lossky para Réquiem para un clavo
- 2005 : Hafid Aggoune para Los Porvenires
- 2006 : Ivan Farron para Les Déménagements inopportuns
- 2007 : Grégoire Polet para Sus vidas brillantes
- 2008 : Jean-Baptiste Del Amo para Una educación libertina
- 2009 : — no otorgado—
- 2010 : Pauline Klein para Alice Kahn
- 2011 : Justine Augier para Regula con la noche
- 2012 : Guillaume Louet por haber establecido, prologado y comentado los Escritos críticos de Jean José Marchand
- 2013 : Thomas Augais para su labor de poesía Hacia Baikal (ametralla)
- 2014 : — no otorgado —
- 2015 : Miguel Bonnefoy para El viaje de Octavio
- 2016 : Colombe Boncenne para Como nieve
- 2017 : Fanny Taillandier, por Les États et empires du lotissement Grand siècle
- 2018 : Julia Kerninon, por Mi devoción

### Premios de arte
- 1950 : Mireille Miailhe
- 1951 : Louis Derbré pour son Buste de Louis Werschürr, Paul Rebeyrolle & Paul Collomb
- 1952 : Jack Ottaviano & Marcel Fiorini
- 1953 : André Cottavoz, Jean Fusaro & Gérard Lanvin
- 1954 : Jack Chambrin, Lucien Fleury, René Laubies & Roger-Edgar Gillet
- 1955 : Huguette Arthur Bertrand
- 1957 : Françoise Salmon, Pierre Parsus, Gabriel Godard & Guy de Vogüé
- 1958 : Pierre Garcia-Fons
- 1959 : Pierre Graziani
- 1962 : Jean Revol
- 1963 : Bernard Le Quellec
- 1964 : Jean Parsy
- 1965 : Alexandre Bonnier, Pierre Buraglio
- 1966 : Michel Moy
- 1968 : Paul-Henri Friquet
- 1969 : Pierre Gaste
- 1972 : Henri Reiter
- 1973 : Jean-Luc Parant
- 1976 : Bernard Gabriel Lafabrie
- 1977 : Jean-Pierre Vieren
- 1978 : Vincent Rougier
- 1979 : Jean-Jacques Dournon
- 1981 : Mathias Pérez
- 1983 : Marie Morel
- 1987 : Paul Pagk
- 1994 : Pál Breznay
- 1998 : Florent Chopin
- 2002 : Xavier Escriba
- 2003 : Xavier Drong
- 2007 : Thilleli Rahmoun
- 2008 : Étienne Fouchet
- 2010 : Marion Verboom
- 2011 : Franck Masanell
- 2012 : Anne-Charlotte Yver
- 2013 : Félix Pinquier
- 2014 : Claire Chesnier
- 2015 : Julia Gault
- 2016 : Alice Louradour